# Saint-Michel-sur-Orge
Saint-Michel-sur-Orge ist eine französische Gemeinde mit 21.536 Einwohnern (Stand 1. Januar 2022) im Département Essonne der Region Île-de-France.

## Geographie
Sie liegt rund 25 Kilometer südwestlich der französischen Hauptstadt Paris an dem kleinen Fluss Orge.

### Nachbargemeinden
Die Nachbargemeinden sind im Norden und Osten Sainte-Geneviève-des-Bois, im Südosten Le Plessis-Pâté, im Süden Brétigny-sur-Orge und im Westen Longpont-sur-Orge.

## Bevölkerungsentwicklung
| Jahr      | 1962 | 1968   | 1975   | 1982   | 1990   | 1999   | 2007   | 2018   | 2020   |
| Einwohner | 3725 | 15.268 | 20.727 | 20.044 | 20.771 | 20.376 | 20.163 | 19.965 | 21.298 |

## Städtepartnerschaften
Saint-Michel-sur-Orge ist durch Städtepartnerschaften verbunden mit der deutschen Gemeinde Püttlingen im Saarland und mit Ber in Mali. Im Rahmen einer europäischen Partnerschaftsvereinbarung, die 1996 unterzeichnet wurde, ist Saint-Michel-sur-Orge auch verbunden mit Senftenberg (Deutschland), Veszprém (Ungarn), Žamberk (Tschechien) und Nowa Sól (Polen). 2002 schloss sich auch die italienische Gemeinde Fresagrandinaria an.

## Verkehr
Die Stadt hat einen Bahnhof an der Linie RER C des S-Bahn-Verkehrs in der Region Île-de-France und ist damit in den öffentlichen Nahverkehr im Großraum Paris eingebunden. Mehrere Buslinien ergänzen dieses Angebot.
Südlich der Stadt verläuft die Route nationale 104, ein Teilstück der Francilienne und der Europastraße 50.

## Sehenswürdigkeiten

Kirche Saint-Michel

- Kirche Saint-Michel

## Persönlichkeiten
- Jack Mourioux (* 1948), Radrennfahrer